# فن‌هورست
ونهرست (به هلندی: Venhorst) یک منطقهٔ مسکونی در هلند است که در Boekel واقع شده‌است.

## خصوصیات
ونهرست ۱٬۶۳۱ نفر جمعیت دارد.